# Палкін Водопой
Палкін Водопой (рос. Палкин Водопой) — селище у Краснозерському районі Новосибірської області Російської Федерації.
Входить до складу муніципального утворення Лобінська сільрада. Населення становить 4 особи (2010).

## Історія
Згідно із законом від 2 червня 2004 року органом місцевого самоврядування є Лобінська сільрада.

## Населення
| 2002 | 2007 | 2010 |
| ---- | ---- | ---- |
| 30   | ↘8   | ↘4   |